# I Wanna Have Your Babies
I Wanna Have Your Babies (znana również jako „Babies”) – piosenka pop napisana przez Natashę Bedingfield, Stevena Kipnera, Andrew Framptona i Wayne’a Wilkinsona, na drugi album Bedingfield „N.B.” (2007). Styl muzyczny i produkcja piosenki były inspirowane muzyką hip-hop. Słowa utworu apelują do kobiet, które szybko przywiązują się do mężczyzn i pragną mieć z nimi dzieci, o rozwagę.
Utwór ukazał się jako pierwszy singel z drugiego albumu artystki w pierwszym kwartale 2007 roku. Piosenka znalazła się w Top 10 brytyjskiej listy przebojów. Najwyższą pozycję jaką zdobyła to miejsce #7.

## Teledysk
Teledysk reżyserowany był przez Dave’a Meyersa i filmowany w Los Angeles w Kalifornii w styczniu 2007.
Videoclip zaczyna się sceną z Natashą ćwiczącą na siłowni z instruktorem. Następnie Bedingfield i instruktor biegną przez park, kiedy nagle pojawia się wózek z dzieckiem. Przestraszony instruktor ucieka od Natashy i dziecka.
W następnej scenie wokalistka gra w tenisa ziemnego i flirtuje z pewnym mężczyzną. Potem obydwoje płyną łódką z małym dzieckiem, ścigają się z inną motorówką.
Trzecia scena przedstawia Natashę w klubie flirtującą z kolejnym mężczyzną. Następnie w ich domu chłopak opuszcza bohaterkę.
W ostatniej scenie Natasha spotyka mężczyznę pracującego w kawiarni. Potem razem przebywają w pokoju zabaw, z wieloma dziećmi. Teledysk kończy się pocałunkiem Natashy Bedingfield z pracownikiem kawiarni i szczęśliwym odejściem pary.
Videoclip po raz pierwszy ujrzał światło dzienne na prywatnej stronie internetowej Natashy Bedingfield 6 marca 2007 roku.

## Listy przebojów
Piosenka „I Wanna Have Your Babies” oficjalnie ukazała się w brytyjskiej rozgłośni radiowej dnia 12 marca 2007 r. Utwór ukazał się w formacie Digital Download 2 kwietnia 2007, na dwa tygodnie przed faktycznym ukazaniem się singla (na CD). Piosenka debiutowała na angielskiej liście przebojów, na pozycji #25, 8 kwietnia 2007, kiedy można go było jedynie ściągnąć z portalu internetowego. Tydzień po ukazaniu się utworu na CD, piosenka zmieniła swoją pozycję z #15 na #7. Na tej pozycji utrzymywała się pięć tygodni. W Irlandii „I Wanna Have Your Babies” debiutowała na miejscu #36 listy przebojów, potem wzrosła do #8. Piosenka jest popularna w irlandzkich rozgłośniach radiowych; zajmuje tam pozycje #14.
Singel podobny sukces odniósł w pozostałej części Europy. Po trzech tygodniach na europejskiej liście przebojów TOP 100, przyjął pozycję #23. Piosenka zajęła miejsce #5 w Chorwacji, a we Włoszech, Holandii i Szwecji znajduje się w TOP 50.

## Lista utworów
Formaty i lista utworów singli „I Wanna Have Your Babies”, które ukazały się na świecie.
- Australijski CD-maxi singel

(Wydany 14 kwietnia 2007)
1. „I Wanna Have Your Babies”
2. „What If’s”
3. „Unwritten [Na żywo w Nowym Jorku na Nokia Theater]”
4. „I Wanna Have Your Babies [Snowflakers Rub]”
5. „I Wanna Have Your Babies” [Video]

- Brytyjski dwunagraniowy CD singel

(Wydany 16 kwietnia 2007)
1. „I Wanna Have Your Babies”
2. „Unwritten [Na żywo w Nowym Jorku na Nokia Theater]”

- Międzynarodowy CD singel

(Wydany 16 kwietnia 2007)
1. „I Wanna Have Your Babies”
2. „What If’s”
3. „Unwritten [Na żywo w Nowym Jorku na Nokia Theater]”
4. „I Wanna Have Your Babies [Snowflakers Rub]”

- Niemiecki dwunagraniowy CD singel

(Wydany 27 kwietnia 2007)
1. „I Wanna Have Your Babies”
2. „Unwritten [Na żywo w Nowym Jorku na Nokia Theater]”

- Niemiecki CD-maxi singel

(Wydany 27 kwietnia 2007)
1. „I Wanna Have Your Babies”
2. „What If’s”
3. „Unwritten [Na żywo w Nowym Jorku na Nokia Theater]”
4. „I Wanna Have Your Babies [Snowflakers Rub]”
5. „I Wanna Have Your Babies” [Video]

- iTunes digital download

(Wydany 2 kwietnia 2007)
1. „I Wanna Have Your Babies” [Radio Promo Mix]

## Pozycje na listach
| Lista przebojów (2007)         | Najwyższa pozycja |
| ------------------------------ | ----------------- |
| Chorwacja Singles Chart        | 5                 |
| Wielka Brytania Singles Chart. | 7                 |
| Irlandia Singles Chart         | 8                 |
| Holandia Top 40                | 23                |
| Niemcy Singles Chart           | 39                |

| Lista przebojów (2007)   | Najwyższa pozycja |
| ------------------------ | ----------------- |
| Włochy Singles Chart     | 46                |
| Szwecja Singles Chart    | 48                |
| Australia Singles Chart  | 50                |
| Czechy Singles Chart     | 65                |
| Szwajcaria Singles Chart | 100               |
| Kanada Singles Chart     | 88                |